# UNITED PRODUCTIONS
株式会社UNITED PRODUCTIONS（ユナイテッドプロダクションズ、英称：UNITED PRODUCTIONS,Inc.）は日本のテレビ制作会社。
テレビ番組やテレビドラマ、映画、CM、MVなどの映像制作事業および、アーティスト、キャラクターグッズの制作、労働者派遣事業等を行っている。株式会社KeyHolderの子会社。
「日本一のコンテンツサプライヤーになる」というミッションを掲げている。

## 概要・沿革
UNITED PRODUCTIONSの源流は、森田がディレクター仲間4人と共に2008年に創業した番組制作会社・フーリンラージ。
2019年4月、KeyHolder社が映像制作事業を展開するフーリンラージ株式会社の全株式を取得し、連結子会社となる。
その後、2019年5月に民事再生を申請していた映像制作会社「イメージフィールド」の一部事業を承継し、KeyHolder社傘下のKeyProductionと合併するタイミングで、フーリンラージから現在のUNITED PRODUCTIONSに社名変更。
2023年5月1日、グローバル基準の映像作品の制作を行うコンテンツスタジオ「TOKYO ROCK STUDIO」を設立。
2024年2月29日、オリジナルのホラーIP創出を目指し、株式会社闇と資本業務提携契約を締結。
2025年1月15日にCM制作事業の専門部署を創設し本格参入することを発表。
2025年2月1日付、海外コンテンツプロジェクトチームの立ち上げを発表。始動にあたり、海外との共同企画による映像コンテンツの制作に関して多数の実績を持つVesuvius Picturesの創業メンバーがUPの海外コンテンツプロジェクトにジョイン。
2025年4月1日付で、新たに映画配給事業を開始。配給レーベル名を「KeyHolder Pictures」とすることを発表。事業の開始と推進にあたり、KADOKAWAで副社長を務め、プロデューサーとして多くの作品を手がけた井上伸一郎がアドバイザーに着任。

## 会社データ
- 創業年月日：2008年9月3日
- 設立年月日：2016年10月3日
- 所在地 本社：〒150-0011 東京都渋谷区東3-16-3
- 代表取締役社長：森田篤
- 取締役：柴野光平
- 取締役：島田源太郎
- 取締役：猪股徹也
- 監査役：飯森義英[13]

女性アイドルグループの「SKE48」や、5人組ロックバンド「Novelbright」などが所属する株式会社ゼストや、女性アイドルグループ「乃木坂46」を運営する「乃木坂46合同会社」の持分の50％を保有する、株式会社ノース・リバーを子会社とする（乃木坂46合同会社は持分法適用会社）、総合エンターテインメント企業グループである株式会社KeyHolder（東S：証券コード4712）の100％子会社。

## 主な制作実績

### バラエティ

#### レギュラー番組
現在
- マツコの知らない世界（TBS）
- しくじり先生 俺みたいになるな!!（テレビ朝日系列）
- 有吉のお金発見 突撃！カネオくん（NHK総合テレビジョン）
- あちこちオードリー（テレビ東京）[14]
- かまいガチ（テレビ朝日）
- 千鳥の鬼レンチャン（フジテレビ系列）
- 熱狂マニアさん！（TBS）
- 林修の今、知りたいでしょ！（テレビ朝日）
- 再現できたら100万円!THE神業チャレンジ（TBS系列）
- 何を隠そう…ソレが!（テレビ東京）

過去
- でんじろうのTHE実験（フジテレビ）
- 関ジャニ∞クロニクルF（フジテレビ系列）
- 内村のツボる動画（テレビ東京）
- ランジャタイのがんばれ地上波！（テレビ朝日）
- 〜なぜここにいるの?〜ごみ物語（テレビ朝日）
- イタズラジャーニー（フジテレビ系列）
- 新しい学校のリーダーズの課外授業（テレビ朝日）

#### スペシャル番組
（※一部制作協力作品あり）
- 今夜はナゾトレ（フジテレビ系列）（2019年7月23日、2020年1月7日、2020年7月21日、2021年1月8日、2021年10月12日、2022年1月4日、2024年1月9日）
- 国民13万人がガチ投票！ アニメソング総選挙（テレビ朝日系列）（2020年9月6日）
- 隠れすぎ名店探索バラエティ「すみません、ココやってますか？」（テレビ東京）（2022年9月19日）
- 盛ラジオ（テレビ東京）（2022年10月27日・11月30日・11月10日・11月17日・11月24日・12月1日）
- 邪道メシコロシアム（TBS系列）　（2023年1月19日・1月26日）
- 理系応援バラエティ 実験ジャパン（TBS系列）（2023年5月13日、2023年5月27日）
- FNS27時間テレビ 鬼笑い祭（フジテレビ系列）（2023年7月22日・23日）
- オズワルドの○○まで30秒です！（テレビ東京）（2023年7月17日・7月24日・10月2日）
- 何を隠そう…ソレが！（テレビ東京）（2023年9月2日・2023年12月28日・2024年3月13日）
- とみおたち（テレビ朝日）（2023年9月17日・2024年1月4日）
- オールスター感謝祭 2023秋 （TBS系列）（2023年10月14日）
- スゴイ工場で超実験！実験ジャパン（TBS系列）（2023年10月27日、2023年11月3日）
- 笑って拾って！ごみ散歩 （テレビ朝日）（2023年12月23日）
- オールスタードッキリ祭 （TBS系列）（2024年1月7日）
- オールスター感謝祭'24春（TBS系列）（2024年4月6日)
- 坂上商店 IN 韓国 爆売れ商品買付ツアー（日本テレビ）（2024年4月6日）
- アイカタ〜大切な人の【イイところ】撮ってきてください〜（NHK）（2024年4月7日）
- 外国人が選ぶ好きな日本の温泉地総選挙（テレビ朝日）（2024年4月29日）
- FNS鬼レンチャン歌謡祭（フジテレビ）（2024年5月29日）
- アンタに100万円（テレビ朝日）（2024年6月14日、2024年1月7日、2023年8月7日、2022年12月30日、2022年8月15日、2025年1月10日)
- FNS27時間テレビ 日本一たのしい学園祭!（フジテレビ系列）(2024年7月20日〜 2024年7月21日）
- カズレーザー100%（テレビ朝日）（2024年9月25日、2024年9月18日、2024年9月11日、2024年9月4日）
- 今夜決定！高校野球ファンが選ぶ高校球児ランキング（テレビ朝日系）（2024年8月10日）
- サンドウィッチマンの禁断ランキング 今夜ついに決定！1万人が選ぶ 令和 平成 昭和 好きなアイスランキング（テレビ朝日）（2024年9月23日）
- 大晦日オールスター体育祭（TBS系列）(2024年12月31日）
- 世界のドッキリを日本の芸能人に仕掛けてみた！ドッキリワールドカップ(TBS系列）（2025年1月17日）
- 25周年！とんねるずのスポーツ王は俺だ!!現役選手&スポーツ関係者300人が選ぶスーパースターだらけの伝説名勝負ベスト25（テレビ朝日系列）（2024年12月16日）
- 外国人が選ぶ！母国に買って帰りたい！日本のお菓子総選挙（テレビ朝日）（2025年3月18日）
- 伊集院光の偏愛博物館 (ミュージアム)（BS-TBS）（2025年3月16日、3月22日、3月29日）
- オールスター感謝祭'25春（TBS系列）（2025年3月29日）

### ドラマ
- ただ離婚してないだけ（テレビ東京系列）（2021年7月8日（7日深夜）〜9月30日（29日深夜）） -制作協力
- 階段下のゴッホ（TBS系列)（2022年9月21日（20日深夜）〜2022年11月9日（8日深夜））-ロケーション協力
- この初恋はフィクションです（TBS系列）（2021年10月12日（11日深夜）〜12月17日（16日深夜）-ロケーション協力
- インビジブル（TBS系列）（2022年4月15日〜6月17日）-ロケーション協力
- 差出人は、誰ですか?（TBS系列）（2022年10月11日（10日深夜）〜2022年12月16日（15日深夜））-ロケーション協力
- ぴーすおぶけーき（日本テレビ）（2022年10月26日から12月14日）- 制作協力
- 私がヒモを飼うなんて（TBS系列）（2023年3月29日（28日深夜）〜2023年5月17日（16日深夜））-ロケーション協力
- 女子高生、僧になる。（MBS）（2023年9月18日（17日深夜）〜2023年10月23日（22日深夜）-監督（横尾初喜）
- マイホームヒーロー（MBS/TBS）（2023年10月25日（24日深夜）〜12月20日（19日深夜））-ロケーション協力
- 恋愛のすゝめ（TBS系列）（2023年11月22日（21日深夜）〜2024年1月17日（16日深夜））- ロケーション協力
- 不適切にもほどがある！（TBS系列）(2024年1月26日〜3月29日）- ロケーション協力
- 霧尾ファンクラブ（中京テレビ・日本テレビ系）（2025年4月3日（2日深夜〜））-監督（横尾初喜）

### 映画
- ゆらり（2017年11月4日公開）-横尾初喜監督
- こはく（2019年6月21日長崎県で先行公開/2019年7月6日全国順次公開）-横尾初喜監督
- 太陽の家（2020年1月17日公開）-製作
- みをつくし料理帖（2020年10月16日公開）-製作
- ファーストラブ（2021年2月11日）-製作
- まともじゃないのは君も一緒（2021年3月19日公開）-製作
- くれなずめ（2021年5月12日公開）-製作
- アジアの天使（2021年7月2日公開）-製作
- 映画 太陽の子（2021年8月6日公開）-製作
- 流浪の月（2022年5月13日公開）-製作
- 大事なことほど小声でささやく（2022年10月21日公開）-横尾初喜監督
- 君は放課後インソムニア（2023年6月23日公開）-企画・制作・製作
- 映画 マイホームヒーロー（2024年3月8日公開）-ロケーション協力
- ショウタイムセブン（2025年2月7日公開）-製作
- おいしくて泣くとき（2025年4月4日公開）-横尾初喜監督

### MV
2025年
- WILD BLUE - POP
- KYOSUKE - Pay Back
- Novelbright - ワインディングロード

2024年
- PSYCHIC FEVER - 'SH♡TGUN feat. JIMMY, WEESA, ぺろぺろきゃんでー'

- OCTPATH - Present
- DXTEEN - Level Up
- SALU - PICTURE PERFECT feat. Novel Core
- OCTPATH - FUN
- ENJIN - Major
- Novelbright - Empire feat. Novel Core
- HONEST BOYZ®︎ -  TOY BOY feat. DEAN FUJIOKA
- Novelbright - Awesome Life

2023年
- OCTPATH - Sweet
- Novelbright - 嫌嫌
- Novelbright - ODYSSEY
- DOBERMAN INFINITY - マンマミーア！